# Телеграфний зв'язок
Телегра́фний зв'язо́к — вид зв'язку, що забезпечує швидке передавання і приймання повідомлень на відстань за допомогою електричних (з початку XIX століття, зокрема з 1830-х років) чи оптичних сигналів.
Повідомлення передаються кодовими комбінаціями, які є послідовністю одиничних елементів.

## Історія
В 1774 році Лесаж побудував в місті Женева електростатичний  телеграф.

### Російська імперія
В Російській імперії з 1904 року на телеграфних лініях між містами Петербург та Москва використовувалися апарати Бодо.

### Україна
1846 року на Галичині встановлено телеграфний зв'язок Львова з Віднем, 1855-го — між Києвом і Петербургом, згодом між Києвом і Москвою. Розвиток телеграфного зв'язку в Україні (у межах УРСР) видно з таблиці (у дужках для всього СРСР):
| Відправлено телеграм | 1913 | 1928 | 1940 | 1960 | 1970 | 1975       |
| -------------------- | ---- | ---- | ---- | ---- | ---- | ---------- |
| У млн                | 9,2  | 4,5  | 23,3 | 36,4 | 57,6 | 68,8 (943) |
| На 100 осіб          | 2,6  | 11   | 58   | 84   | 123  | 140 (174)  |

## Види телеграфу

### Оптичний

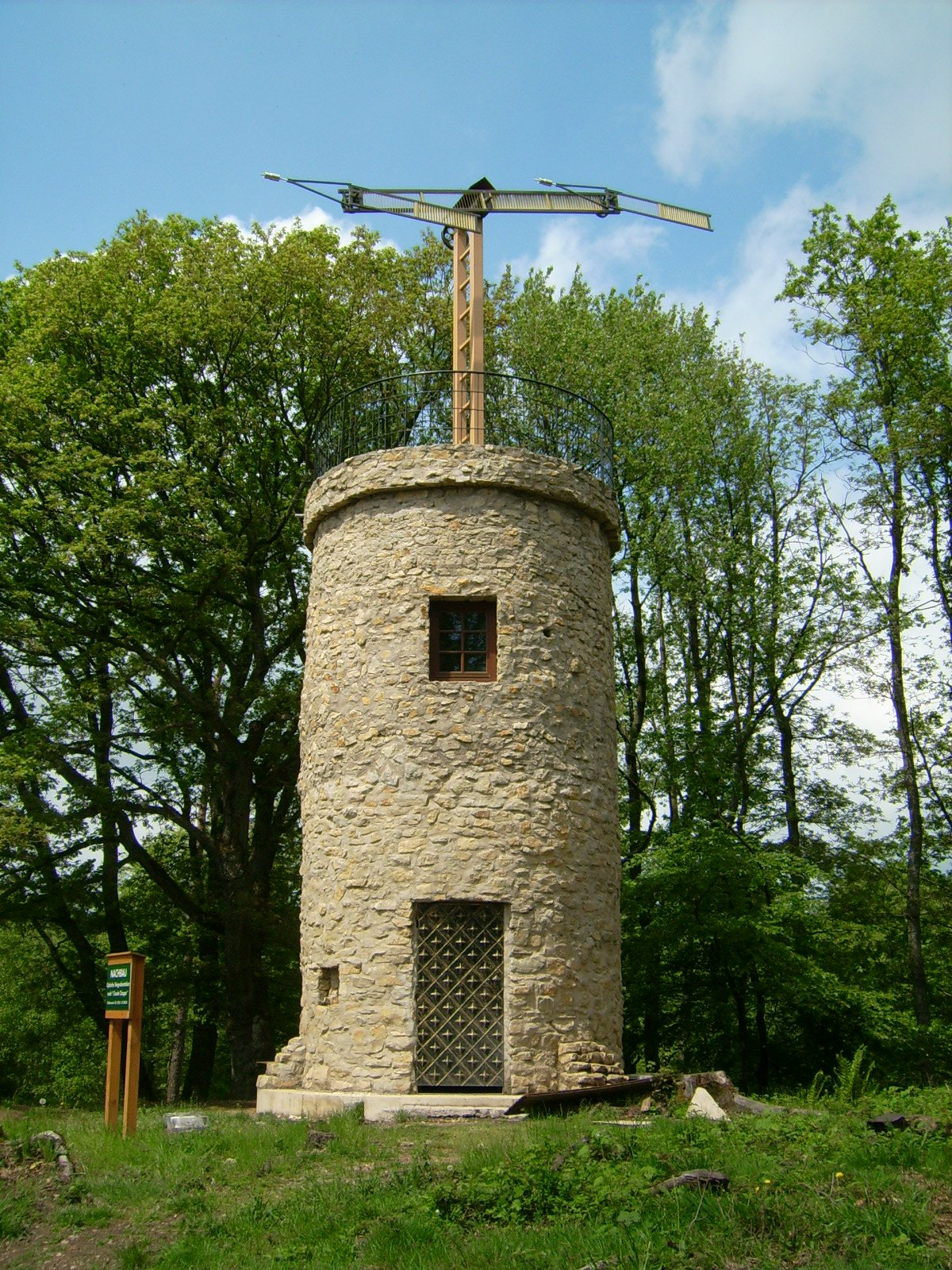
Копія оптичного телеграфа Клода Шаппе на Літермонті біля Нальбаха, Німеччина

Оптичний телеграф або семафорний телеграф, також телеграф Шаппа — система передачі інформації на далекі відстані за допомогою світлових сигналів. Система була винайдена у 1792 році французьким вченим Клодом Шаппом і набула популярності в кінці 18-го на початку 19-го століття.

### Електричний
Електричний телеграф — вид зв'язку, що забезпечує швидке передавання і приймання повідомлень на відстань за допомогою електричних сигналів по дротах.